# Diphuia nasalis
Diphuia nasalis är en tvåvingeart som beskrevs av Wirth 1956. Diphuia nasalis ingår i släktet Diphuia och familjen vattenflugor. Inga underarter finns listade i Catalogue of Life.